# 竇爾敦
竇爾墩，原名竇開山，乳名二東，直隸河間府竇三町人，他上有長兄，排行第二故又叫竇二墩。為清代俠義公案小說《施公案全傳》、《彭公案》中的豪俠。出身於武林世家，自幼習武甚精，後又拜「一尊佛」海靖為師，得其真傳，成為綠林高手。其為人忠厚，性格直爽，講究義氣，俠肝義膽，雖身懷絕技，卻並不欺人作惡，而是扶危濟困、除暴安良，因而深受武林人士擁戴，推舉他為山東綠林道八大處總頭領。
京劇《盜御馬》、國劇《連環套》中，講的即是黃天霸喬妝鏢客出口外，假意拜山，計誘竇爾敦自認盜御馬的故事。
关于窦尔敦这个人物，在《清史稿》和《清实录》中都没有记载，1930年中央研究院历史语言研究所《明清史料》中有关窦尔墩的文字：
1、“康熙五十六年七月二十七日巳时，刑部所题，步军统领隆科多拿送大盗窦尔敦等，照例即行正法一疏。上曰：‘窦尔敦、王四老公行劫年久，甚为凶恶，杀人亦多。平人杀人三口，尚且凌迟，此为首者，亦当凌迟。本发回，着隆科多会同三法司议奏。’”
2、“康熙五十六年九月二十日，又覆请尊遵旨会同步军统领隆科多，将行劫年久，极其凶恶之贼窦尔敦拟即凌迟一疏。上曰：‘事着依议。此案内庄头王六，系太监梁九功家仆，何以做钱粱庄头？将王六挑去脚筋充发。’”